# Lamine Senghor
Pour les articles homonymes, voir Senghor.
Lamine Arfang Senghor, né le 15 septembre 1889 à Joal (Sénégal) et mort le 25 novembre 1927 à Fréjus (France), est un militant politique sénégalais. Il n'a pas de lien de parenté avec Léopold Sédar Senghor, malgré plusieurs similitudes dans leurs parcours (origine sérère, naissance à Joal, séjour en France).

## Biographie
Il travaille pour l'entreprise Maurel et Prom à Dakar, avant de partir pour la  Première Guerre mondiale comme tirailleur sénégalais. Il participe notamment à la bataille de la Somme, puis à l'offensive meurtrière du Chemin des dames où son bataillon est décimé par le gaz moutarde. Au total, 6000 tirailleurs périssent durant les 3 jours de l'offensive, soit 45% de l'effectif engagé dans la guerre.
Grièvement blessé aux poumons lors de la deuxième bataille de Verdun, Lamine Senghor est rapatrié au camp de Fréjus pendant l'hiver 1917, avant de repartir à nouveau au front en 1918. Il est décoré de la Croix de guerre, mais renvoyé avec le 67e bataillon à Fréjus après l'armistice. Il participe alors à une mutinerie pour demander son rapatriement au Sénégal. Il rentre chez lui, avant de repartir en France quelque temps plus tard, après avoir obtenu la nationalité française. Vétéran de l’Armée, il bénéficiera d’une pension d’invalidité avant de décrocher un travail dans le civil, en devenant facteur aux Postes, télégraphes et téléphones (PTT).
Il participe activement aux combats décoloniaux en France, milite au Parti communiste français (PCF). Il reçoit l'interdiction de rentrer au Sénégal, les autorités coloniales craignant qu'il y diffuse les idées communistes. Il est candidat du PCF aux élections dans le 18e Arrondissement de Paris en 1924[source secondaire souhaitée].
Il fonde le Comité de défense de la race nègre en 1926 et sillonne la France pour recruter de nouveaux adhérents. Il arrive ainsi à Marseille le 4 septembre où il restera deux semaines, sous haute surveillance des autorités coloniales.
Souffrant de tuberculose et de séquelles du gaz toxique inhalé pendant la guerre[source secondaire souhaitée], il quitte la capitale pour s'installer à Roquebrune-sur-Argens, dans le Var.
En février 1927, Lamine Senghor participe au Congrès constitutif de la « Ligue contre l’impérialisme et l’oppression coloniale », organisé à Bruxelles par Willi Munzenberg, l'un des responsables de l’Internationale communiste. Il y siège aux côtés de J. T. Gumede (ANC/Afrique du Sud), Jawaharlal Nehru (Congrès Pan-indien), de Song Qingling (veuve du nationaliste chinois Sun Yat Sen), de Hafiz Ramadan Bey (Égypte), de Mohammad Hatta (Indonésie), Messali Hadj (Algérie) et de personnalités telles que Henri Barbusse ou Albert Einstein. Lamine Senghor y prononce un discours fort remarqué où il dénonce les tortures de la colonisation qu'il lie au capitalisme. C'est un triomphe et il est la révélation du congrès. Son discours est traduit en anglais.Il est arrêté quelques jours plus tard et emprisonné quelques semaines à Draguignan.
Il fonde la Ligue de défense de la race nègre en mai 1927.
Dans la foulée, Lamine Senghor écrit La violation d'un pays, un récit pamphlétaire qu'il illustre lui-même et qui se termine par "une alliance fraternelle des pays libres" entre indigènes et blancs pauvres.
Sa santé continue de se dégrader jusqu'à sa mort, le 25 novembre 1927, à l'âge de 38 ans.

« Notre beauté dérangeante, notre regard calme, sont des armes puissantes qui perturbent le sommeil du maître, transforment ses rêves de domination en cauchemars d'insurrection. Sans cesse, il lui faut réagir, refermer la bulle, réactiver le fantasme, répéter comme un mantra que nous sommes les barbares, ceux qu'il faut éduquer, sauver, civiliser. Mais ils peuvent le répéter tant qu'ils veulent leur mantra, ça ne nous impressionne plus. »

— Lamine Senghor

## Publication
- La violation d'un pays, et autres écrits anticolonialistes (présentation de David Murphy), L'Harmattan, Paris, 2012, 158 p.  (ISBN 978-2-336-00228-6)